# Aplidium soldatovi
Aplidium soldatovi är en sjöpungsart som först beskrevs av Reedikorzev 1937.  Aplidium soldatovi ingår i släktet Aplidium och familjen klumpsjöpungar. Inga underarter finns listade i Catalogue of Life.